# Amaralina (Salvador)
A Amaralina é um bairro, localizado na região sul de Salvador, capital dos estado da Bahia, Brasil. Distante nove quilômetros do centro da cidade, é um bairro eminentemente habitacional, embora com variado comércio, sobretudo na rua principal. O bairro é famoso porque tem, em seus limites, a praia de Amaralina.

## História
O bairro de Amaralina era a antiga  Fazenda Alagoas, uma referência a uma lagoa que existia no local. A fazenda passou a ser conhecida como Fazenda do Amaral, após José Álvares do Amaral (1822-1882) comprá-la. Posteriormente, o filho de Amaral  renomeou a propriedade como Fazenda Amaralina.
Durante a II Guerra Mundial foi ali que os norte-americanos instalaram o posto aeronáutico que, após o conflito, passou para a Força Aérea Brasileira. Hoje, a edificação abriga o 19º Batalhão de Artilharia Antiaérea.
Durante o golpe militar de 1964, foram encaminhados ao quartel de Amaralina vários presos políticos, como o poeta Camillo de Jesus Lima, Pedral Sampaio, Othon Jambeiro, Nudd David de Castro e outros intelectuais.

## Acesso e localização
Está situado na orla atlântica, entre o bairro Rio Vermelho (a leste), o bairro da Pituba (a oeste), Vale das Pedrinhas e Nordeste de Amaralina (ao norte) e com o Oceano Atlântico (ao sul).
Suas vias principais são a Avenida Amaralina, que termina no Largo do mesmo nome e onde encontra-se com a rua Visconde de Itaboraí. Embora não característica desse bairro, parte da Avenida Manoel Dias da Silva - uma das principais da Pituba - tem seu final na rua Visconde de Itaboraí.
Uma curiosidade sobre o bairro é que onde hoje existe parte do bairro, entre a praça (hoje chamada Praça dos Ex-combatentes) em frente ao quartel e a Avenida Manoel Dias da Silva havia uma lagoa, que desapareceu com a ocupação das construções.

## Praias
Na praia do mesmo nome está localizado o Largo de Amaralina, famoso por abrigar diversas baianas de acarajé, em um grande quiosque, sendo este um dos pontos mais tradicionais de venda de acarajé, água de coco e outras delícias típicas de Salvador.
A praia possui trechos com ondas fortes, principalmente na parte sul, que se inicia a partir do quartel do Exército, e também trechos com piscinas de corais forradas com um tapete verde de algas, escondidos na região que fica logo atrás do largo de Amaralina e que aparecem apenas na maré baixa. Nesta praia existem também trechos excelentes para a pesca esportiva. 
Toda sua extensão é contornada por um grande calçadão, facilitando a prática do cooper.
O cantor Raul Seixas escreveu a canção "Menina de Amaralina" fazendo referências a localidade e em referência à cultura do local, Mart'nália canta a música "Nás águas de Amaralina". Caetano Veloso também cita o mar de Amaralina em sua música "Tropicália" e "Clarice".

## Demografia
Foi listado como um dos bairros menos perigosos de Salvador, segundo dados do Instituto Brasileiro de Geografia e Estatística (IBGE) e da Secretaria de Segurança Pública (SSP) divulgados no mapa da violência de bairro em bairro pelo jornal Correio em 2012. Ficou entre os bairros mais tranquilos em consequência da taxa de homicídios para cada cem mil habitantes por ano (com referência da ONU) ter alcançado o nível mais baixo, com indicativo "0", sendo um dos melhores bairros na lista.